# Gente felice
Gente felice, anche noto come Benvenuto, onorevole!, è un film del 1957 diretto da Mino Loy.
Il film fu registrato al Pubblico registro cinematografico col titolo «L'incredibile attesa» col n. 1.723; uscì nel 1957 col titolo «Gente felice»; fu infine riedito col titolo «Benvenuto, onorevole!».

## Trama
Cerchiano, una frazione di montagna di circa 600 abitanti, è priva di cimitero e i morti devono essere seppelliti nel capoluogo Capoduro, distante 16 chilometri. Il paese ha pochi abitanti tra cui don Luigi, il parroco con la perpetua Rosalia, Vincenzo e Francesco, muratori un po' scansafatiche, Tanino, portalettere, oste, sensale e factotum del paese con la figlia Gioia, che contende la palma della più bella a Tina, entrambe fidanzate con Roberto, giovane di belle speranze e sempre in cerca di fidanzate, e Paolo, nipote del parroco, neolaureato in medicina.
Tra gli abitanti di Cerchiano e di Capoduro non corre buon sangue e spesso si hanno dei litigi e si viene anche alla mani. Tanino, allora, si rivolge a un deputato del luogo perché conceda il terreno per la costruzione di un cimitero. L'autorizzazione alla costruzione del cimitero, tuttavia, si arresta perché il tasso di mortalità minimo prescritto dalla legge per la costruzione dei cimiteri è 10 per mille l'anno negli ultimi cinque anni; ma a Cerchiano negli ultimi cinque anni sono morte solo 29 persone anziché le 30 richieste dalla legge. Gli abitanti si augurano che avvenga il decesso di qualcuno degli abitanti più vecchi entro il 31 dicembre dell'anno in corso; ma godono tutti di buona salute.
Su questo sfondo, si svolgono inoltre le vicende amorose dei più giovani, in particolare della graziosa e laboriosa Gioia corteggiata dallo scapestrato Roberto e dal timido e assennato Paolo. Il problema del cimitero sarà risolto involontariamente dal deputato giunto in visita nel paese; quanto ai giovani, Gioia sceglierà di sposare Paolo.